# Lorenzo Carrió
Lorenzo Carrió Esteban (Alcira, provincia de Valencia; 7 de noviembre de 1973- Alcira, 20 de octubre de 2018) fue un halterófilo español, primer medallista español masculino en un Campeonato Mundial Absoluto, medalla de bronce en la modalidad de arrancada en Chiang Mai (Tailandia) 1997.

## Biografía
Consiguió durante diecisiete años consecutivos el título de Campeón de España, desde 1988 hasta 2004, ambos inclusive. Batió todos los récords nacionales dentro de su categoría. Fue el primer haltera español en superar la barrera de los 200 kg en la modalidad de dos tiempos en Cantón (China) 1995, siendo el único atleta representante de la halterofilia española en los Juegos Olímpicos de Atlanta 1996.
Tras su retirada, continuó vinculado a la halterofilia, como entrenador en el Club Halterofilia Alzira, y como presidente de la Federación de Halterofilia de la Comunidad Valenciana.
Falleció a consecuencia de un cáncer.

## Palmarés deportivo
- Diecisiete años consecutivos, en diferentes categorías, Campeón de España (1988-2004).
- Campeón Copa Ergonet. Budapest (Hungría) 1990.
- Subcampeón de la CEE. Saint Pol Sur Mer (Francia) 1994.
- Campeón de España Copa del Rey de Clubes. Alcira 1994.
- Primer español en levantar 200 kg. en el Mundial Absoluto celebrado en Cantón, (R.P. China, 1995).
- Tercero de la Unión Europea, en Chemnitz (Alemania, 1996).
- Campeón de la Copa Aalborg (Dinamarca, 1996).
- Duodécimo en los JJ.OO. de Atlanta (1996).
- Tercero de la Unión Europea, en Pori (Finlandia, 1997).
- Mejor atleta del año 1996, otorgado por la Federación Española de Halterofilia (FEH).
- Tercero en el Mundial Absoluto, celebrado en Chiang Mai (Tailandia, 1997).
- Campeón de la Unión Europea en Innsbruck (Austria, 1998).
- Mejor deportista de 1997 por la Federación Española de Halterofilia (FEH).
- Galardonado en los Premios Nacionales del Deporte´97. (Madrid, 1998).
- Subcampeón Mundial Universitario. Montreal (Canadá, 2000).
- Tercero de la Unión Europea, en La Coruña (España, 2001).
- Campeón de España en la Copa del Rey de Clubes. Cinco años consecutivos: (Almería 2001- Mora de Rubielos 2002- Gijón 2003 - Oleiros 2004 y La Coruña 2005)

## Premios y reconocimientos
- Medalla de Bronce de la Real Orden del Mérito Deportivo por su extensa trayectoria deportiva (2015)[5]
- Distinción Mérito Deportivo de la Generalitat Valenciana (Valencia, 2018), recogido por su hijo Llorenç Carrió Ferrer.[6]